# Joseph Alois Bach
Joseph Alois Bach (né le 15 mai 1838 à Klingenmünster, mort le 7 janvier 1912 à Montigny-lès-Metz) a été zouave pontifical et commandeur de l'ordre de Pie IX. 

## Biographie
Joseph Alois Bach naquit le 15 mai 1838 à Klingenmünster d’un père originaire de Montbronn, en Lorraine.
À la suite des événements liés à l'unification italienne, les États pontificaux furent en partie occupés. Cette occupation poussa de nombreux catholiques européens à s’engager pour servir le pape. Joseph Bach se rendit ainsi en Italie en 1860 et s’engagea dans les zouaves pontificaux. Créé en 1861 sur le modèle des troupes de zouaves de l'armée française, le bataillon des zouaves pontificaux, devenu régiment en 1867 était constitué de volontaires, majoritairement francophones. D’abord sergent, Joseph Bach s’illustra rapidement au cours des combats contre les troupes de Garibaldi. Le sergent-major Bach s’illustra notamment en 1867. Athanase de Charette de la Contrie le promut alors officier et lui décerna la croix de chevalier de l'Ordre de Saint-Sylvestre. 
Joseph Bach rentra au grand-duché de Bade en 1870, au moment de la guerre franco-prussienne. Grâce à sa bonne connaissance du français, Bach fut nommé fonctionnaire impérial dans le nouveau Reichsland Elsass-Lothringen. Affecté d’abord à Molsheim, puis à Haguenau en Alsace, Joseph Alois Bach fut finalement affecté à Metz en Lorraine, en 1907. Bach décéda le 7 janvier 1912 à Montigny-lès-Metz, où il fut inhumé.

## Distinctions
- Chevalier de l'ordre de Saint-Sylvestre
- Commandeur de l'ordre de Pie IX

## Sources
- Dr. L. Lang: St. Josephsblatt, München, Jahrgang, 1867 (p. 188).
- Erhebung Joseph Anton Bachs zum Kommandeur des Piusordens, Der Pilger, Speyer, Nr. 19, 6 mai 1906 (p. 149).
- Jakob Knauber: Der Päpstliche Offizier Joseph Alois Bach, St. Joseph Verlag, Landau-Queichheim, 1932.